# Hardy Hansen
Hardy Hansen (født 26. september 1933 i Store Brøndum) er en dansk tidligere fagforeningsformand og socialdemokratisk politiker.
Hansen er uddannet fra Svendborg Søfartsskole. Han har været arbejdsmand hos De Danske Bomuldsspinderier i Valby 1950-1954 og hos Paul Bergsøe & Søn 1954-1966. Samme år blev han tillidsmand i Specialarbejderforbundet i Danmark (nu 3F). I 1971 blev han formand for SiD's Glostrup-afdeling, og i 1975 blev han medlem af organisationens hovedbestyrelse samt forretningsfører for fabrik- og industrigruppen. Han var SiD's formand fra 1979 til 1996, og medlem af LOs forretningsudvalg.
Som fagforeningsmand varetog han altid de ufaglærte arbejderes sag, hvilket ofte bragte ham i modsætning til andre fagforbund. Han modsatte sig organiseringen af fagbevægelsen gennem industriforbund eller karteller, eftersom det ville bringe SID's selvstændighed i fare.
Hans politiske karriere begyndte som formand for Socialdemokratiet i Glostrup. Han var desuden formand for AOF. Han har været modstander af at samarbejde med de borgerlige, og modsagde statsminister Anker Jørgensen, da han i 1982 overlod regeringsmagten til Poul Schlüter. I 1994 blev han opstillet til Folketinget i Brønshøjkredsen (Østre Storkreds) og blev indvalgt ved valget samme år. Han var medlem af tinget indtil 10. marts 1998.
I sin tid som formand for SiD stod brugte han i 1980'erne 180 mio. kroner af fagforeningens midler til politisk aktivitet rettet imod Firkløverregeringen..